# Pau Rodon i Amigó
Pau Rodon i Amigó (Badalona, 8 d'abril de 1870 - 1950) fou un tècnic i professor de teoria i pràctica tèxtil industrial català.
Cursà els seus estudis a l'Escola d'Arts i Oficis de Barcelona. En finalitzar, entrà com a dibuixant en una fàbrica de teixits. Posteriorment dirigí una fàbrica tèxtil, una de les importants manufactures de Catalunya, a la qual va aplicar un gran nombre de les seves invencions, fins a 25, que patentà.
Alhora, es dedicà a l'ensenyament de la teoria i la pràctica de teixits, de fet, el 1907, creà l'Escola de Teixits de Badalona, que dirigí fins a 1918, i que es convertí en un dels centres més importants d'Espanya, gràcies a la varietat de les ensenyances així com per llur solidesa. D'altra banda, fou un dels fundadors de l'Escola d'Arts i Oficis de Badalona, de la qual des de 1922 en fou un dels primers directors. També exercí el càrrec de professor de teoria de teixits a la Unión Industrial de Barcelona al Foment del Treball Nacional; la Casa de la Caritat i en la filial del CADCI a Terrassa i, des de 1920, de l'Escola Elemental del Treball de Barcelona.
El 1906 i el 1913 realitzà llargs viatges per l'estranger, visitant centres manufacturers importants a països com França, Bèlgica i Alemanya. El 1910 inicià una sèrie de conferències destinades a les ensenyances del tèxtil, que tingueren molta importància. A més, fou un autor prolífic en la seva matèria, publicà un gran nombre d'obres. Dues de les més destacades, de caràcter periòdic, foren les revistes Cataluña Textil (1906) i Textoria (1917), en castellà i català respectivament.
El seu fill, Camil Rodon i Font (Badalona, 1893-1971) també fou tècnic tèxtil, estudià a les escoles de Barcelona i Badalona, on més tard fou professor i directors des de 1918. Succeí al seu pare en la direcció de la revista Cataluña Textil i també publicà obres de temàtica tèxtil, com El arte de la tapicería en la antigüedad (1918), La màquina de filar (1934) i ¿Qué significa el término textil? (1947). Destaca la seva biblioteca, una de les primeres del món i de les més importants, que fou iniciada pel seu pare.

## Obres
A banda de les revistes, les seves obres publicades, de caràcter tècnic i didàctic sobre la indústria tèxtil, foren les següents, algunes de les quals van ser traduïdes al francès:
- Tractat elemental de composició de lligaments (1895)
- Breus apunts de teoria del teixit (1909)
- Curso elemental de teoria del tejido (1911)
- Teoria del tissatge (1917)
- Teoria de teixits a la Jacquard (1917)
- Fabricació de teixits (1917)
- Decoració tèxtil (1917)
- Draps de llana (1919-1933)
- Dibuix esquemàtic dels lligaments labrats (1921)
- Breus apunts de teoria del tissatge (1921)
- Panas de algodón (1925)
- Tejidos arrugados (1936)
- Ligotecnia científica y artística (1943)